# Universidade Estadual do Bascortostão
A Universidade Estadual do Bascortostão é uma universidade russa, localizada em Ufa no Bascortostão, fundada em 1909. 

## História
A Universidade Estadual de Bashkir é um centro de ensino superior que oferece cursos de graduação e pós-graduação em 56 disciplinas científicas e de doutorado em 8 disciplinas científicas. Existem 10 conselhos de tese de doutorado e 3 conselhos de tese são responsáveis pela arbitragem e concessão de diplomas em 23 disciplinas. 
Forma cientistas, pesquisadores, matemáticos, economistas e poetas russos, e é considerado forte nas áreas de química orgânica , matemática aplicada, filologia , tecnologia da informação, geofísica e engenharia de petróleo. Vários matemáticos e físicos de destaque estão entre os membros da Universidade Estadual do Bascortostão, entre os quais os acadêmicos Nikolai Boguliupov, Alexei Liuntiv e Valentin Napalkov e professor de filologia Gabbulkhai Akhatov. O acadêmico Boguliobov desenvolveu seu método famoso de média entre 1941 e 1943.. 

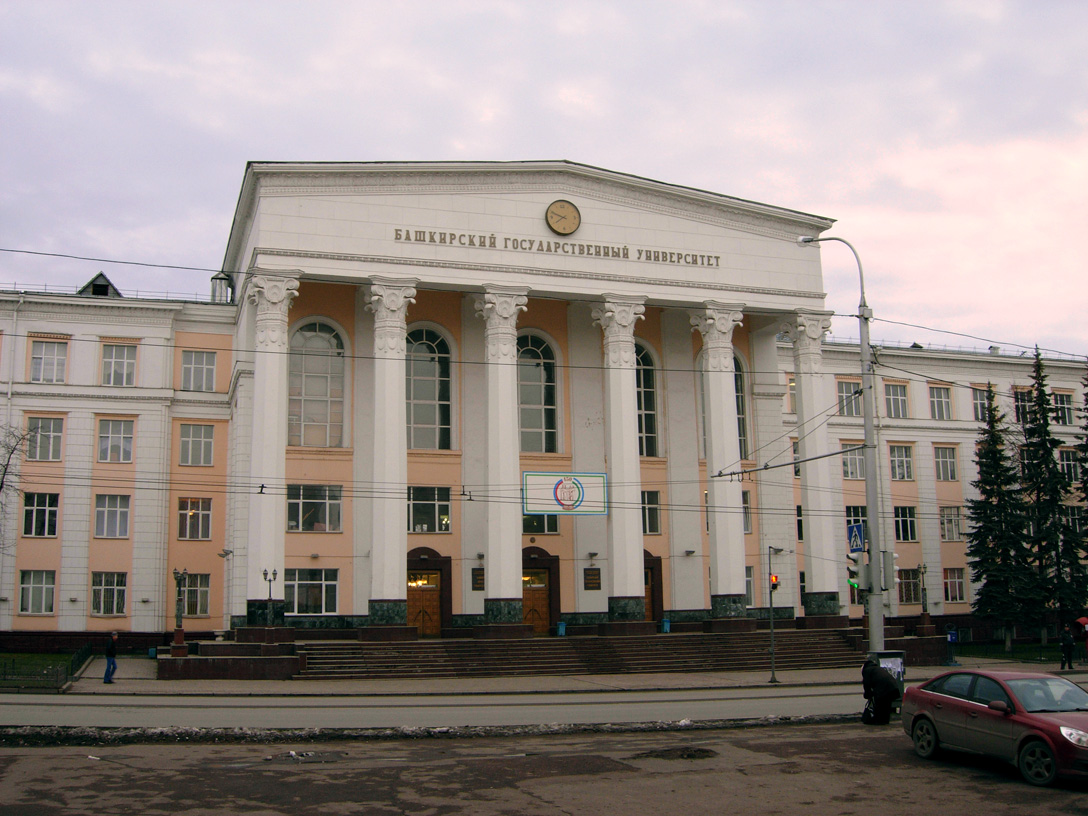
Campus principal

### Institutos e faculdades
- As faculdades da Universidade Estadual de Bashkir são: [1]
- A Academia Bashkir de Segurança e Proteção Comercial Abrangente [2]
- Instituto de Direito, [3]
- Instituto de Física e Tecnologia, [4]
- Faculdade de Filologia e Jornalismo de Bashkir
- Faculdade de Biologia, [5]
- Faculdade de Química, [6]
- Faculdade de Economia, [7]
- Faculdade de Geografia [8]
- Faculdade de História,
- Faculdade de Química e Tecnologia,
- Faculdade de Matemática e Tecnologia da Informação, [9]
- Faculdade de Filologia,
- Faculdade de Filosofia e Sociologia, [10]
- Faculdade de Psicologia,
- Faculdade de Romantismo e Jurisprudência Alemã,
- Faculdade Profissões Gerais, [11]
- Colégio de Profissões Públicas. [12]
- Faculdade da Universidade Estadual de Bashkir.

Departamentos gerais gerais
- Departamento de Segurança da Vida e Proteção Ambiental;
- Cátedra de Humanidades Estrangeiras;
- Departamento de Faculdades Naturais de Línguas Estrangeiras
- Departamento de Educação;
- Departamento de Educação Física e Esportes.

## Graduados famosos
- Mustafa Karim - poeta, escritor e dramaturgo soviético basashkir.
- Maxim Chaudov - Beatlett russo.
- Ramazanov Gilmadar Zegandarovich - poeta soviético bashkir, crítico literário e tradutor.
- Alexander Kazdan - soviético bizantino americano
- Hasanov Mars Magnavievich - Médico, Professor, Diretor Científico da Comissão de Valores Mobiliários " Rosneft ".
- Iskenderova Haneef Sarajevna (nascido em 20 de março de 1928) - professor da escola Arkolovskoy (distrito de Salavsky, BASSR), herói socialista da ação . Vice-Presidente do Soviete Supremo do Oitavo e Nono Conselho Legislativo (1970-1979). Professor Nacional da União Soviética (1982). As escolas de professores foram homenageadas no RSFSR (1967).
- Muhammad Khurasov - Presidente da Universidade Estadual de Bashkir (2000-2010). Conselho de Estado Adjunto do Bascortostão.
- Hadia Dafelchina - poeta bashkir.
- Khairallah Merzin - matemático russo.
- Renad Yulmakhmetov - matemático russo.